# Londrinai főegyházmegye
A Londrinai főegyházmegye (latinul: Archidioecesis Londrinensis, portugálul: Arquidiocese de Londrina) a római katolikus egyház egyik brazíliai főegyházmegyéje. Érseki székvárosa Londrina, ahol a főszékesesegyháza a Jézus szíve székesegyház található. Három szuffragáneus egyházmegyéje van: az Apucaranai, 	Cornélio Procópió-i és a Jacarezinhói egyházmegye.

## Püspökök
- Geraldo Fernandes Bijos CMF, 1970–1982
- Geraldo Majella Agnelo, 1982–1991
- Albano Bortoletto Cavallin, 1992–2006
- Orlando Brandes, 2006–2016
- Geremias Steinmetz

## Szomszédos egyházmegyék
- Apucaranai egyházmegye (délnyugat)
- Presidente Prudente-i egyházmegye (észak)
- Assisi egyházmegye (északkelet)
- Cornélio Procópió-i egyházmegye (kelet)
- Ponta Grossa-i egyházmegye (délkelet)